# Stanislav Karasi
Stanislav Karasi (szerb cirill betűkkel: Станислав Караси; Belgrád, 1946. november 8. –) magyar származású szerb labdarúgó, edző.
Szerbiai magyar apától és magyar származású anyától született.

## Pályafutása

### A válogatottban
1973 és 1974 között 10 alkalommal szerepelt a jugoszláv válogatottban és 4 gólt szerzett. Részt vett az 1974-es világbajnokságon, ahol eredményes volt Skócia és Lengyelország ellen.

## Sikerei, díjai

### Játékosként
Crvena zvezda
- Jugoszláv bajnok (3): 1968–69, 1969–70, 1972–73
- Jugoszláv kupa (2): 1969–70, 1970–71